# Barca (Torino)
La Barca è un quartiere della Circoscrizione 6 di Torino, situato nell'estrema periferia nord-est della città. È spesso assimilato al vicino quartiere Regio Parco, oppure al vicino quartiere Bertolla, quest'ultimo, di fatto, la sola parte meridionale dello stesso quartiere Barca. Comprende le borgate Baraccone, Scarafiotti e Biasoni.
La regione Barca è delimitata:
- a nord dalla Statale 11 Padana Superiore, comprendendo tutta la zona industriale di Strada della Cebrosa, ai confini col comune di Settimo Torinese.
- a est dai comuni di Settimo Torinese e di San Mauro Torinese, attraverso le campagne di strada del Cascinotto
- a ovest dal torrente Stura di Lanzo, attraversato dal ponte Amedeo VIII, che fa accedere all'Area verde dell'Arrivore e a Piazza Sofia-Via Bologna, nel vicino quartiere Regio Parco.

Per quanto non esattamente confinante, il quartiere è altresì limitrofo alle borgate di Falchera e di Pietra Alta.
- a sud dal percorso del fiume Po, insieme alle riserve naturali del lungofiume detto di Verna-Bertolla, più la parte settentrionale dello stesso Isolone Bertolla e, per tal motivo, Barca e Bertolla vengono spesso assimilati come un unico quartiere. Dalla Diga del Pascolo (Parco del Meisino) si accede al ponte sul Po e alla grande curva perfettamente circolare - e per tal motivo soprannominata dai torinesi "curva delle Cento Lire" - di Lungo Stura Lazio, fino ad arrivare all'adiacente quartiere Borgata Sassi.

## Storia
Situato a ridosso della confluenza tra i fiumi Stura di Lanzo e Po, deve il suo toponimo al servizio di traghetto che collegava San Mauro Torinese e Settimo Torinese con la città, data la scarsa affidabilità dei ponti di legno succedutisi a partire dal periodo romano.
Così come Bertolla, la borgata cominciò a popolarsi in generale di abitanti che sfruttavano le risorse dei due fiumi, Stura di Lanzo e Po. Nelle campagne verso Settimo Torinese, le cascine rurali più importanti, risalenti al XVII secolo circa, furono la Falconiera, la Ronchi e il Cascinotto. Quest'ultima, anticamente detta Del Seminario, diede il nome all'attuale Strada del Cascinotto.
Nell'anno 1884 fu costruito il primo ponte ferroviario Amedeo VIII sulla Stura.

## Interesse storico

### Abbadia di Stura

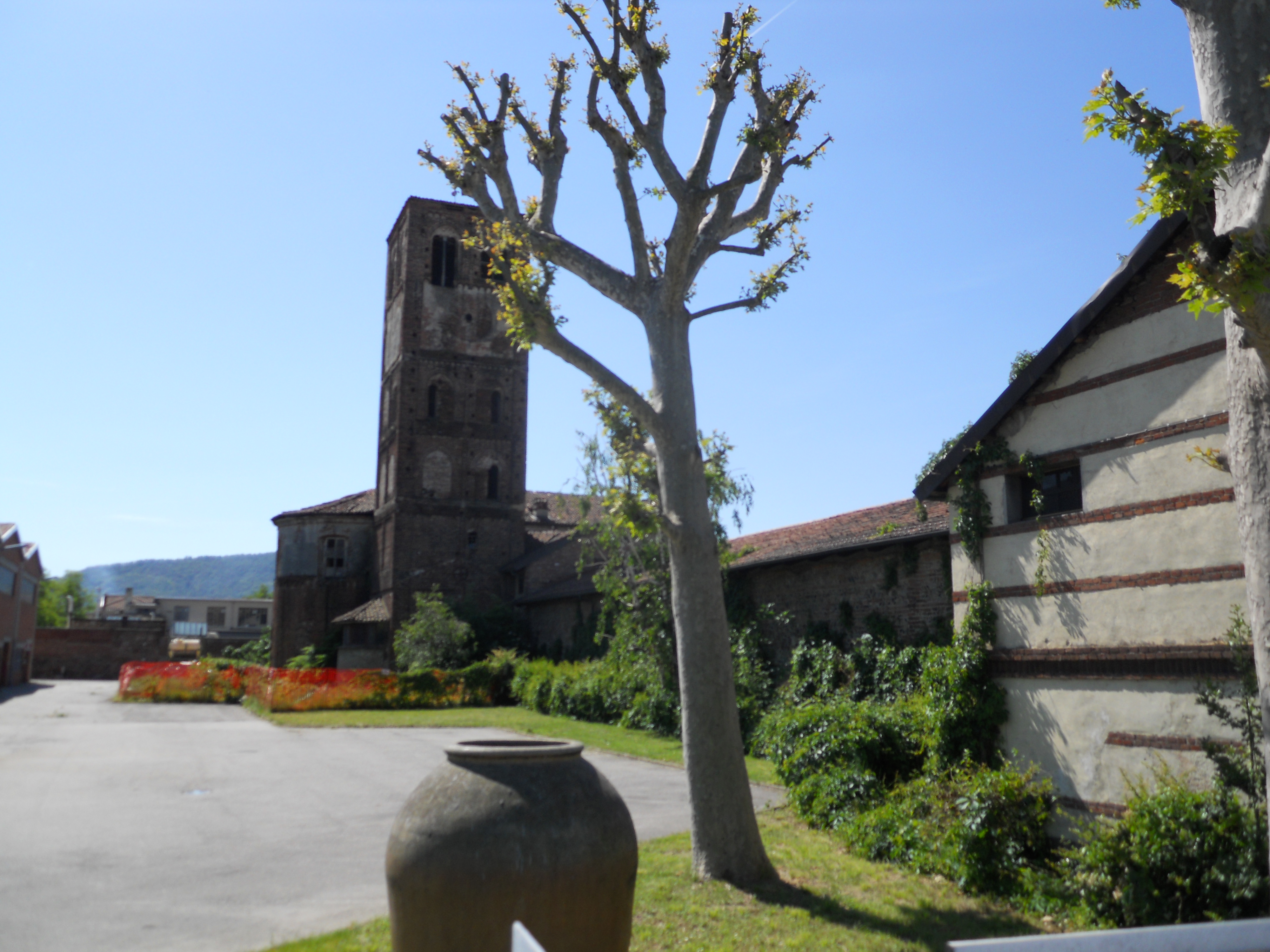
Panoramica della Abbadia di Stura

L'Abbadia di Stura è un complesso edilizio situato su Strada Settimo al confine con Torino, ha lontane origini nel 1146, per iniziativa di tal Pietro Podisio, giureconsulto torinese, che donò ai monaci di San Benedetto di Piacenza dei beni per la fondazione di un ospedale che avrebbe preso il nome di San Giacomo di Stura.
Il complesso comprendeva la chiesa e le strutture ospedaliere e quelle di accoglienza per i pellegrini in transito su una delle varianti della Via Francigena, oltre alle cascine e ai mulini.
La torre campanaria era alta ventiquattro metri, con decorazioni in cotto. Al nucleo più antico della costruzione, costituito dal campanile, dal chiostro e dalle absidi della chiesa, si affiancano le innumerevoli stratificazioni dei secoli successivi.

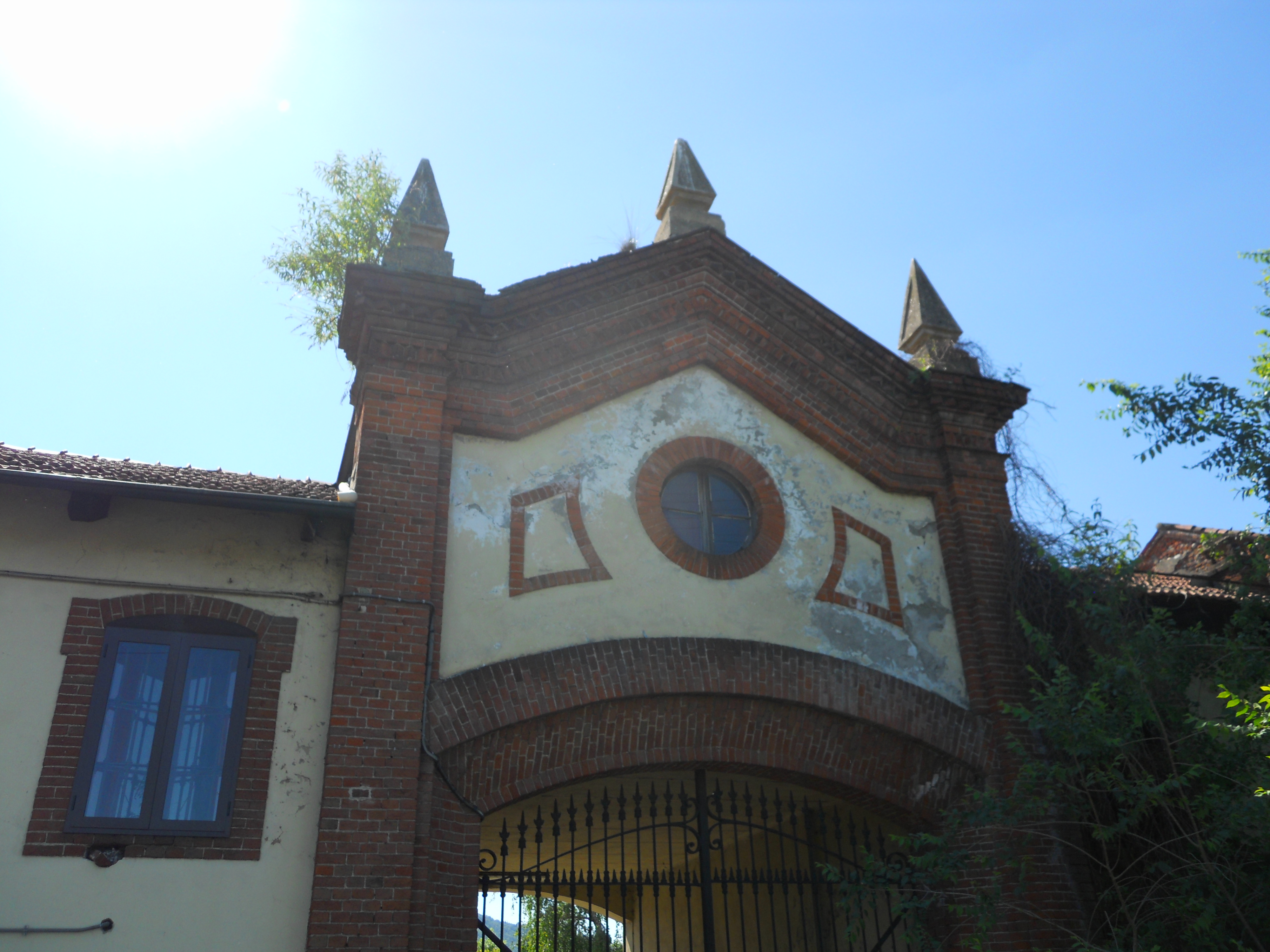
Edificio di ingresso al complesso dell'Abbadia di Stura, su Strada Settimo

Dopo la prosperità dell'istituzione conventuale, venne ceduta nel 1421 al vescovo di Torino con Bolla di Papa Martino V, costituendone una delle principali fonti di reddito. Nel 1867 tutti gli edifici e possedimenti, eccetto la chiesa e le pertinenze parrocchiali, furono acquisiti dal Demanio dello Stato, e venduti nello stesso anno al banchiere Vincenzo Ceriana.
Negli anni seguenti, il complesso venne ristrutturato nella manica prospettante la Strada di Settimo, con interventi funzionali alla azienda agricola.
Fra il 1884 e il 1954 l'area era servita dalla tranvia Torino-Settimo Torinese.

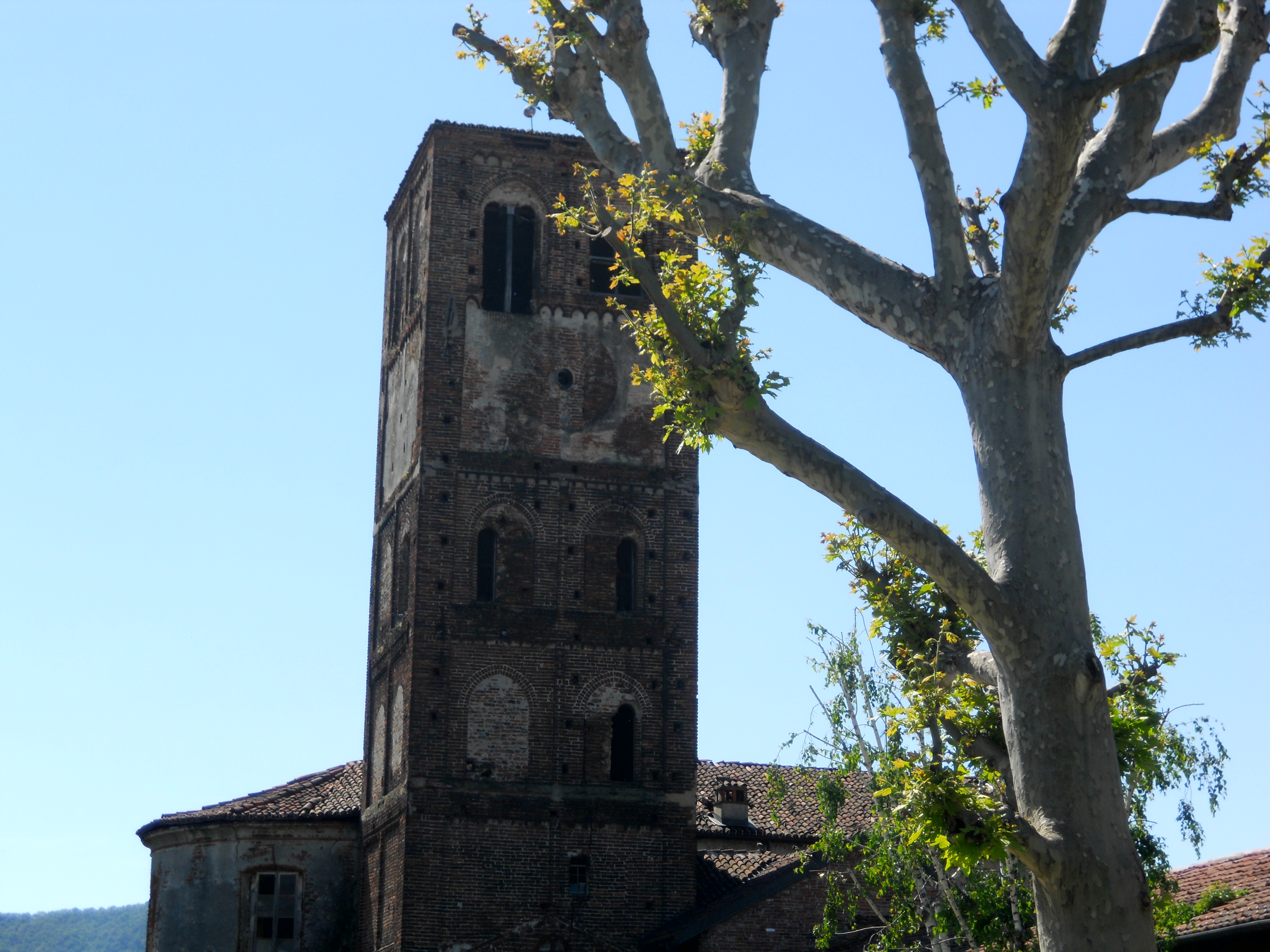
Veduta del campanile dell'Abbadia di Stura

La chiesa parrocchiale di San Giacomo costituì un riferimento sociale e religioso per l'ampia comunità delle zone di Falchera e Bertolla, ma i bombardamenti della seconda guerra mondiale interessarono parzialmente la chiesa nell'estate del 1943.
Dal 1945, il complesso abbaziale fu convertito ad un contesto di vocazione industriale. Le strutture furono frazionate tra diversi privati e quelle non più funzionali vennero abbandonate. La chiesa fu dichiarata inagibile già nel 1954, quindi sconsacrata nel 1960. Gli affreschi interni furono danneggiati da un incendio nel 1972 ed infine la chiesa venne anch'essa ceduta a privati.
Parti dell'Abbadia sono adibite a uso residenziali e altre ad attività produttive e commerciali, mentre porzioni della struttura permangono nel degrado.
Dal 2017 sono iniziati parziali interventi di restauro dei tetti, degli interni e soprattutto del campanile.